# قانون الأمن الغذائي لعام 1985
مشروع قانون الأمن الغذائي لعام 1985 (المعروف أيضًا باسم قانون الولايات المتحدة الزراعي لعام 1985)، هو مشروع قانون زراعي شامل لمدة 5 سنوات يسمح بخفض الأسعار ودعم الدخل ومهد لإنشاء مشروع شراء قطعان الألبان. وكذلك قام هذا القانون بتغييرات عديدة في الكثير من برامج وزارة الزراعة، كما ساعد على إنشاء العديد من برامج الصيانة.

## ملخص
بعد وقت قصير من سن القانون، تم إعطاء وزارة الزراعة سلطة تقديرية موجبة للامتثال للقمح وحبوب الغذاء وتم تغيير حسابات قاعدة المساحة والإجراءات الانتخابية المحددة للجان المحلية لتثبيت وتحقيق الاستقرار الزراعي.
وقد تم سن التغييرات التقنية والتعديلات الأخرى بموجب قانون تحسينات الأمن الغذائي لعام 1986 بما في ذلك الحد من المحاصيل -الغير مدرجة في البرنامج المباشر المكافح للغرامات الدورية- التي يمكن غرسها بموجب البند 50/92 والسماح بالكفاف والرعي على القمح وحبوب الغذاء لفترة محدودة في مناطق النزاع، وزيادة الخصومات على سعر الحليب المأخوذ من قبل المنتجين لتمويل برنامج إنهاء منتجات الألبان (ويسمى أيضا برنامج شراء القطيع بأكمله).
ومرة أخرى في عام 1986 أدخل قانون المصالحة الشاملة تغييرات في قانون عام 1985 تقضي بسداد مدفوعات العجز مقدمًا لمنتجي القمح والحبوب العلفية والقطن ومحاصيل الأرز بحد أدنى قدره 40 % للقمح والحبوب العلفية و 30٪ للأرز والقطن المرتفع. كما قام قانون عام 1985 بتعديل قانون الائتمان الزراعي لعام 1971. وأدخلت تغييرات إضافية على برنامج السلع في مشروع الاعتمادات الزراعية في العام المالي 2012؛ بالإضافة إلى شروط التمويل الخاصة بهذا القانون إلا أنه نص على تحديد الحد السنوي للدفع بمبلغ 50000 دولار لكل شخص بسبب النقص وتسديد مدفوعات تحويل الأراضي وتشمل تعديل الموارد (باستثناء تحويل الأرض) والكوارث ومدفوعات فندلى تحت حد إجمالى 250000 دولار.
ولم يكتفي قانون المصالحة العامة لعام 1987 بتحديد ميزانية السنة المالية لعام 1988 وكافة الوكالات الفيدرالية فحسب؛ بل حدد أيضًا أسعار محاصيل عامى 1988 و 1989 التي يجب الوصول إليها، ومعدلات القروض المقررة للمحاصيل والتطوع لدفع تحويل الأراضى إلى محاصيل حبوب الغذاء.